# Nährmittel
Nährmittel ist ein Oberbegriff für Trockenerzeugnisse aus Getreide, Stärke oder Hülsenfrüchten. Als Nährmittel gelten Lebensmittel, die üblicherweise nicht zur Herstellung von Brot und Feinen Backwaren verwendet werden.
Die Bezeichnung stammt von dem Wortstamm „nähren“ ab, welches sich von (althochdtsch.) nerian bzw. mittelhochdeutsch nern ableitet, was so viel wie „am Leben erhalten“ bedeutet. Insofern wären demnach alle Lebensmittel Nährmittel. Im fachsprachlichen Sinne sind Nährmittel jedoch ausschließlich Erzeugnisse, deren Rohstoffe in einer Schäl- oder Mehlmühle verarbeitet werden.

## Klassifizierung
- nach Verwendungszweck

- Frühstücksnährmittel
- Säuglingsnährmittel
- Kindernährmittel

- nach Verarbeitung

- kochfertige Nährmittel

- Schrot (Weizen- oder Roggenspeiseschrot)
- Graupen (Weizen-, Gerste-, Hirsegraupen)
- Grütze (Hafer-, Gerste-, Weizen-, Hirsegrütze)
- Grieß (Weizen-, Hafer-, Hirsegrieß)
- Mehl (Weizen-, Roggen-, Hafermehl)

- Instantnährmittel

- Quellmehl
- Instantmehl
- Instant-Soßenpulver

- Parboiled Getreide (aus Weizen, Reis)

- verzehrsfertige Nährmittel

- Getreiderohflocken (Hafer-, Gerste-, Weizenrohflocken)
- Getreideknusperflocken (Cornflakes)
- Gepuffte Lebensmittel (Puffmais, -reis, -weizen, -hirse)
- Dosenerzeugnisse (Suppen, Soßen)
- Getreideextrudate (Chips, Flips, Crispies)